# Ilumetsa
Ilumetsa – grupa kraterów uderzeniowych położonych w południowo-wschodniej Estonii.

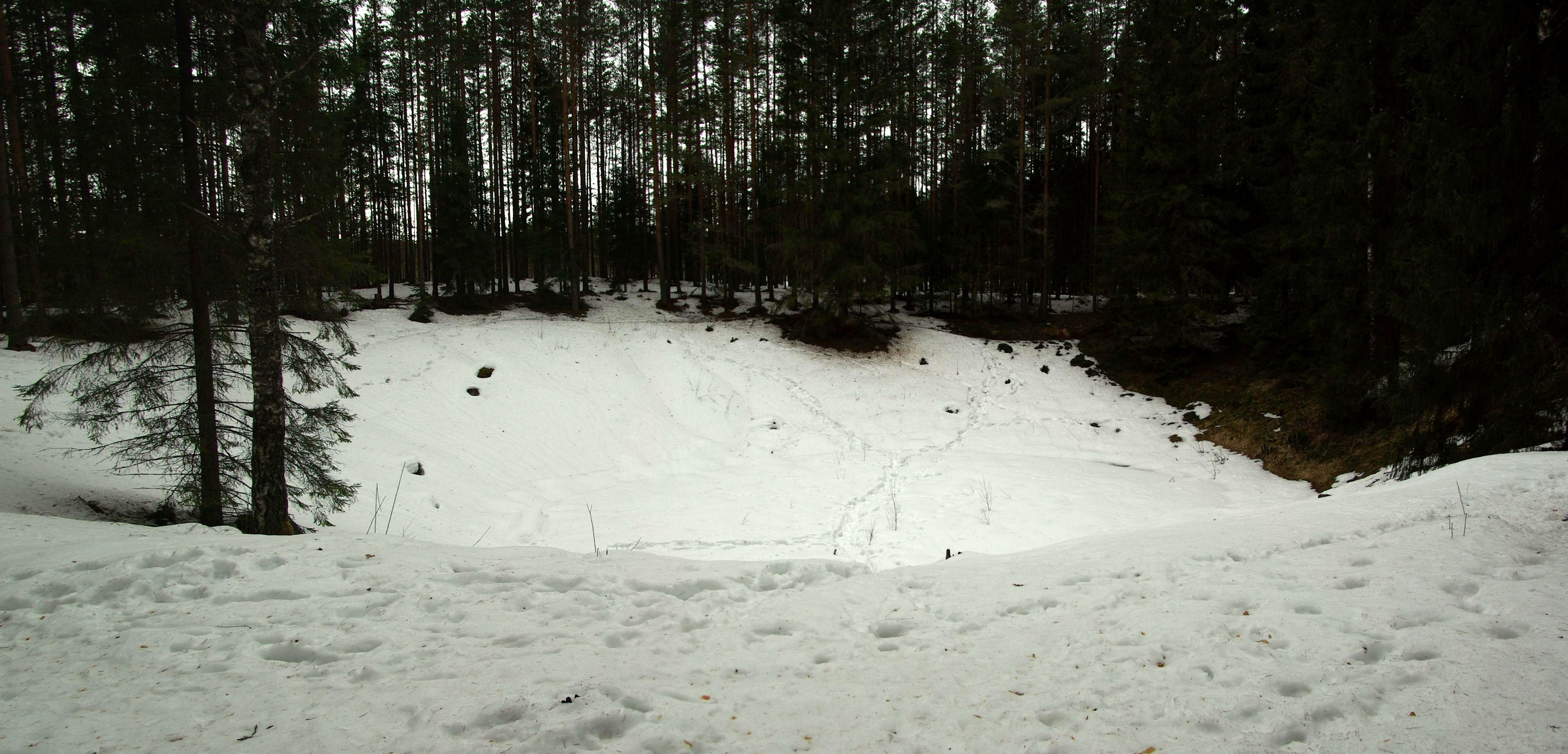
Główny krater zimą

W prowincji Põlvamaa znajduje się zgrupowanie pięciu okrągłych zagłębień terenu, z których dwa (Pőrguhaud i Sügavhaud) mają potwierdzone pochodzenie meteorytowe. Powstały one około 6600 lat temu w skałach osadowych, oprócz osadów czwartorzędowych impakt naruszył także leżące pod nimi dewońskie piaskowce. Główny krater (Pőrguhaud) ma 80 m średnicy i głębokość 12,5 m, krater Sügavhaud ma 50 m średnicy i głębokość 4,5 m. Wał otaczający kratery jest wyższy od wschodu, co sugeruje, że upadający obiekt nadleciał z kierunku zachodniego. Do kraterów prowadzi ścieżka przyrodnicza.